# Kreuz Memmingen
Kreuz Memmingen is een knooppunt in de Duitse deelstaat Beieren.
Op dit knooppunt kruist de A7 Flensburg-Füssen de A96 Oostenrijkse grens-München.

## Geografie
Het knooppunt ligt ten noordwesten van de stad Memmingen in de gemeente Buxheim in het Landkreis Unterallgäu
Het knooppunt ligt ongeveer 4 km ten noordwesten van het centrum van Memmingen, ongeveer 117 km ten westen van München ongeveer 55 km ten zuiden van Ulm, ongeveer 37 km ten noorden van Kempten en ongeveer 67 km ten noordoosten van Lindau.

## Configuratie
Rijstrook
Nabij het knooppunt heeft de A7 2x2 rijstroken en de A96 heeft 2x3 rijstroken
De verbindingen van de A7-noord en de A96-zuid en vice hebben één rijstrook. Bijzonder is wel dat de verbinding Lindau-Ulm door een tunnel loopt. De A96 München richting Lindau heeft een TOTSO constructie; de rijbaan maakt een bocht om naar het zuiden verder te gaan.
Knooppunt
Het knooppunt is een klaverbladknooppunt met een dive-under en rangeerbanen voor de A7.

## Verkeersintensiteiten
Dagelijks passeren ongeveer 80.000 voertuigen het knooppunt.
| Van               | Naar                     | Gemiddeld aantal voertuigen per dag | Percentage vrachtverkeer |
| ----------------- | ------------------------ | ----------------------------------- | ------------------------ |
| AS Berkheim (A 7) | AK Memmingen             | 50.500                              | 9,8 %                    |
| AK Memmingen      | AS Memmingen-Süd (A 7)   | 32.500                              | 9,3 %                    |
| AS Aitrach (A 96) | AK Memmingen             | 42.500                              | 11,5 %                   |
| AK Memmingen      | AS Memmingen-Nord (A 96) | 40.500                              | 12,3 %                   |

## Weblinks
- Karte mit der Lage des Autobahnkreuzes[dode link]

## Richtingen knooppunt
| Aansluitende wegen                | Aansluitende wegen                | Aansluitende wegen                      | Aansluitende wegen | Aansluitende wegen |
| --------------------------------- | --------------------------------- | --------------------------------------- | ------------------ | ------------------ |
|                                   |                                   | richting Würzburg / Ulm Stuttgart       |                    |                    |
|                                   |                                   |                                         |                    |                    |
|                                   | richting Memmingen-Nord / München |                                         |                    |                    |
|                                   |                                   |                                         |                    |                    |
| richting Lindau / Bregenz (A)(CH) |                                   | richting Memmingen-Süd Kempten / Füssen |                    |                    |